# Ефемероїд
Ефемероїди (англ. ephemeroids) — багаторічні трав'янисті рослини з коротким весняним циклом розвитку і літнім періодом спокою. Надземні генеративні частини цих рослин живуть лише протягом кількох тижнів, а решту року рослини перебувають у вегетативному стані у вигляді бульб, цибулин чи кореневищ із вегетативними листками.
Приклади ефемероїдів України:
- Anemone nemorosa — анемона дібровна
- Anemone ranunculoides — анемона жовтецева
- Bellevalia sarmatica — белевалія сарматська
- Bulbocodium versicolor — брандушка різнобарвна
- Corydalis bulbosa — ряст бульбистий
- Crocus reticulatus — шафран сітчастий
- Hyacinthella leucophaea — гіацинтик блідий
- Muscari neglectum — гадюча цибулька китицецвіта
- Scilla bifolia — проліска дволиста

Слово походить від слово «ефемер» (грец. εφήμερος — одноденний) і «…оїд» (грец. είδος — вигляд).
Ефемероїди відрізняються від ефемерів в тому, що ефемери є однорічні рослини, цикл розвитку яких проходить за кілька тижнів.